# Ignatz Hakuba
Ignatz Hakuba (ur. 29 lipca 1841 w Bytomiu, zm. 8 listopada 1910 tamże) – niemiecki przemysłowiec, samorządowiec, działacz społeczny i filantrop. Przez większość okresu życia najzamożniejszy mieszkaniec Bytomia. Jego działalność dobroczynna w znacznym stopniu wpłynęła na rozwój społeczny oraz ekonomiczny miasta.

## Życiorys
Ignatz Hakuba przez całe życie związany był z Bytomiem. Urodził się 29 lipca 1841 jako syn właściciela nieruchomości Simona oraz Marianny z domu Garus. W młodości poślubił Antonię z domu Kirstein (1843-1893), z którą miał dwójkę dzieci, syna Hansa oraz córkę Antonię. W latach 1870–1871 jako obywatel pruski brał udział w wojnie z Francją. Po zakończeniu konfliktu powrócił do Bytomia, gdzie założył hurtownię oraz rozlewnię piwa o nazwie „Hakuba GMBH”, która znajdowała się przy obecnej ulicy Webera. Nowo powstałemu przedsiębiorstwu dość szybko udało się uzyskać przedstawicielstwo handlowe Tyskich Browarów Książęcych na powiaty: katowicki, bytomski, lubliniecki, gliwicki oraz miasto Mysłowice. Szybkiemu rozwojowi firmy sprzyjała postępująca w dużym tempie industrializacja oraz urbanizacja Górnego Śląska jaka miała miejsce w drugiej połowie XIX wieku. Z czasem firma Hakuby rozszerzyła działalność o pośrednictwo w eksporcie piwa do Królestwa Polskiego. W ciągu zaledwie dekady Hakuba stał się zamożnym i wpływowym mieszkańcem miasta. Przez wiele lat łączyła go przyjaźń z ówczesnym burmistrzem Bytomia, Georgiem Brüningiem. Jego majątek szacowano na 2 miliony marek. Był właścicielem licznych nieruchomości, często położonych w bardzo prestiżowych lokalizacjach.

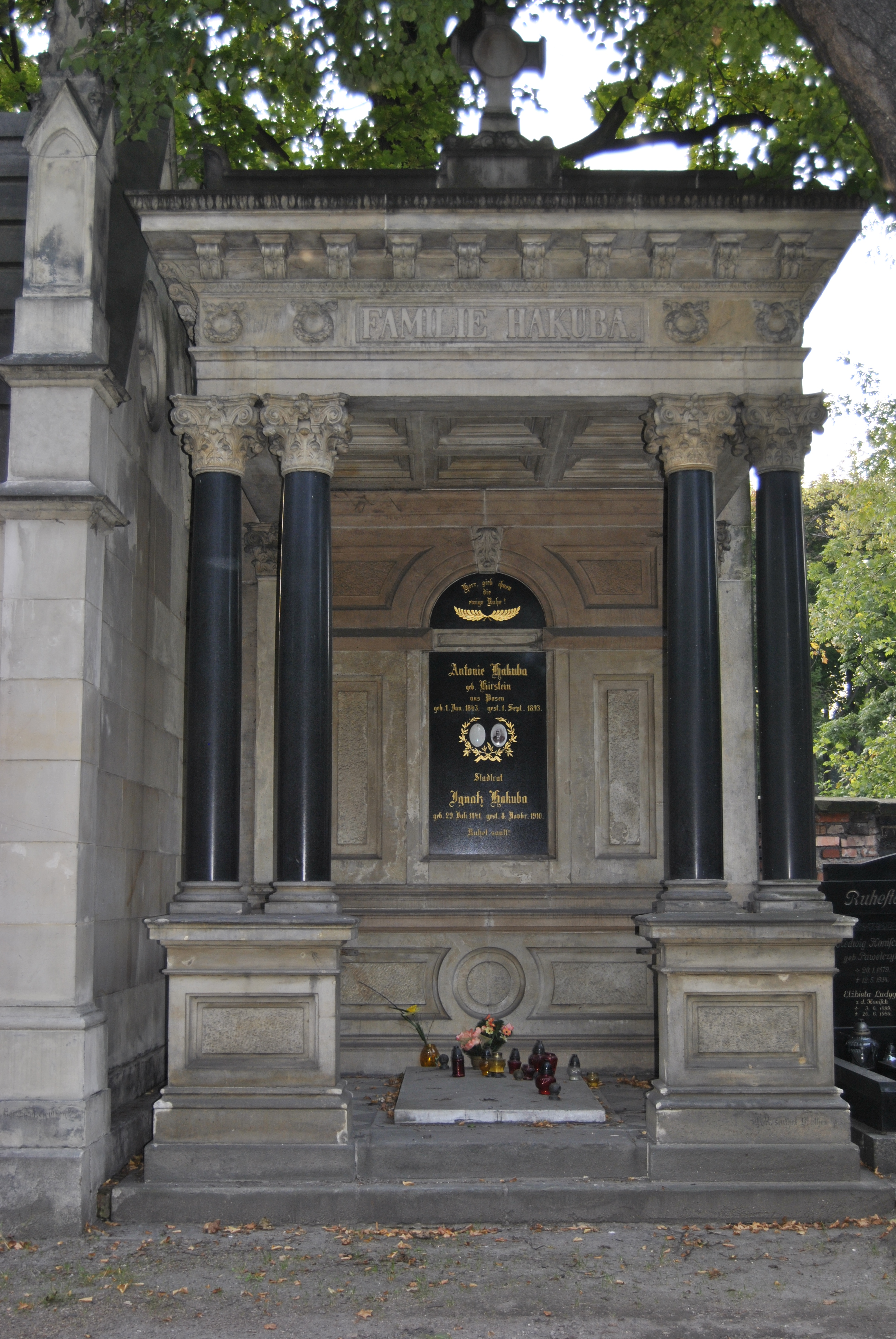
Zabytkowe mauzoleum, w którym pochowano Ignatza Hakubę na cmentarzu Mater Dolorosa w Bytomiu (2014)

Wraz z rozwojem dobytku, Ignatz Hakuba coraz bardziej angażował się w działalność filantropijną oraz społeczną. Finansował stypendia dla młodzieży gimnazjalnej oraz akademickiej. Założył fundusz dla weteranów wojennych. Szczodrze wspierał również bytomskie parafie. Jego nazwisko zostało wpisane do „Złotej księgi dobrodziejów kościoła Świętej Trójcy”. Sfinansował zakup neogotyckiego ołtarza do kościoła Wniebowzięcia Najświętszej Maryi Panny oraz instalację witraży w kościele św. Jacka. W 1880 roku został wybrany do bytomskiej rady miejskiej. W 1898 roku z własnych środków pokrył budowę miejskiego ogrodu zoologicznego. W 1901 roku stał się nieetatowym członkiem zarządu miasta. Funkcję tę sprawował honorowo i nie pobierał za nią wynagrodzenia. W 1910 roku ufundował pomnik Fryderyka Wielkiego. W trakcie uroczystości odsłonięcia pomnika miał otrzymać honorowe obywatelstwo miasta, zmarł jednak 18 dni wcześniej.
Jego śmierć nastąpiła 8 listopada 1910 roku. W swoim spadku zapisał miastu 100 tys. marek na cele dobroczynne. Pochowany został na głównym bytomskim cmentarzu Mater Dolorosa, w najbardziej honorowym miejscu przy murze nekropolii. Wkrótce po jego śmierci jego imieniem nazwano nowo wytyczoną ulicę miasta (obecnie ul. Kraszewskiego). W 2016 roku bytomscy radni zdecydowali, że jego imię będzie nosiła ulica zlokalizowana przy Specjalnej Strefie Ekonomicznej.